# La Ferreria (Gelida)
La Ferreria és un edifici de Gelida (Alt Penedès) protegit com a bé cultural d'interès local.

## Descripció
És un gran casal gòtic a tres vents, ja que l'altre està unit a Can Castany, masia catalana de tipus basilical construïda per en Pere Civil el 1798, fill de la Ferreria. Fou construït l'any 1264 per en Guillem de Cervelló, Senyor de Gelida, com a ferreria del poble. Cal esmentar l'espaiosa entrada -l'antiga ferreria- amb tres arcs de banda a banda (un mig amagat), el portal d'entrada amb una dovella on s'hi veu una rosella, una ferradura, l'any 175(?) i el nom de l'amo Pere Civil. A la mateixa façana principal, cal destacar-hi una barana de balcó extraordinàriament forjada amb la data 1863. També cal esmentar a l'entorn de la casa: uns grans cellers, graners i parets de tanca. La grandiositat d'uns d'aquests cellers ens indica que podien cabre-hi unes 100 bótes de vi procedents de les vinyes dels parcers que menaven les terres de la casa. Respecte als graners, hem d'assenyalar com a notable l'arquitectura vuitcentista d'una gran sala sostinguda per un pilar central amb quatre arcades i voltes de rajola molt atrevides i les restes d'espitlleres a les gairebé muralles de tanca de la casa.

## Història
El pergamí de l'any 1264, signat per Guillem de Cervelló, diu que dona a la Universitat de Gelida tot el necessari per "a deutar falçons, per a corbelles, i altres ferraments i per ferrar les seves caballeries i les de pas" i que posarà un ferrer que sàpiga fer totes les eines útils per al treball. Signen aquest pacte: en Nadal de Sala, Pvre. Rector de la Parròquia de Sant Pere de Gelida i en Pere Bibiona de la de Sant Sadurní del Castell de Subirats (Arxiu Parroquial de Gelida).